# Eagle Lake (Teksas)
Eagle Lake je grad u američkoj saveznoj državi Teksas. Prema popisu stanovništva iz 2010. u njemu je živjelo 3.639 stanovnika.